# Flor de Mayo, Tuxtla Gutiérrez
Flor de Mayo är en ort i Mexiko.   Den ligger i kommunen Tuxtla Gutiérrez och delstaten Chiapas, i den sydöstra delen av landet, 700 km öster om huvudstaden Mexico City. Flor de Mayo ligger 779 meter över havet och antalet invånare är 241.
Terrängen runt Flor de Mayo är huvudsakligen kuperad, men österut är den bergig. Terrängen runt Flor de Mayo sluttar söderut. Runt Flor de Mayo är det mycket tätbefolkat, med 1 463 invånare per kvadratkilometer. Närmaste större samhälle är Tuxtla Gutiérrez, 4,2 km söder om Flor de Mayo. I omgivningarna runt Flor de Mayo växer huvudsakligen savannskog.